# Kunda jõgi
Kunda jõgi är ett 66 km långt vattendrag i landskapet Lääne-Virumaa i nordöstra Estland. Den mynnar i viken Kunda laht i Finska viken vid staden Kunda i Viru-Nigula kommun, 110 km öster om huvudstaden Tallinn. Källan ligger i Pandivere högland vid småköpingen Roela i Vinni kommun. Den rinner norrut och flyter bland annat igenom småköpingen Uhtna i Rakvere kommun. 